# Teatro stabile
Le Teatro stabile (pl. Teatri stabili) est un type d'organisation théâtrale du service public qui se structure comme une entité autonome et qui présente un lien particulier avec le territoire qui en est l'hôte.

## Les créateurs

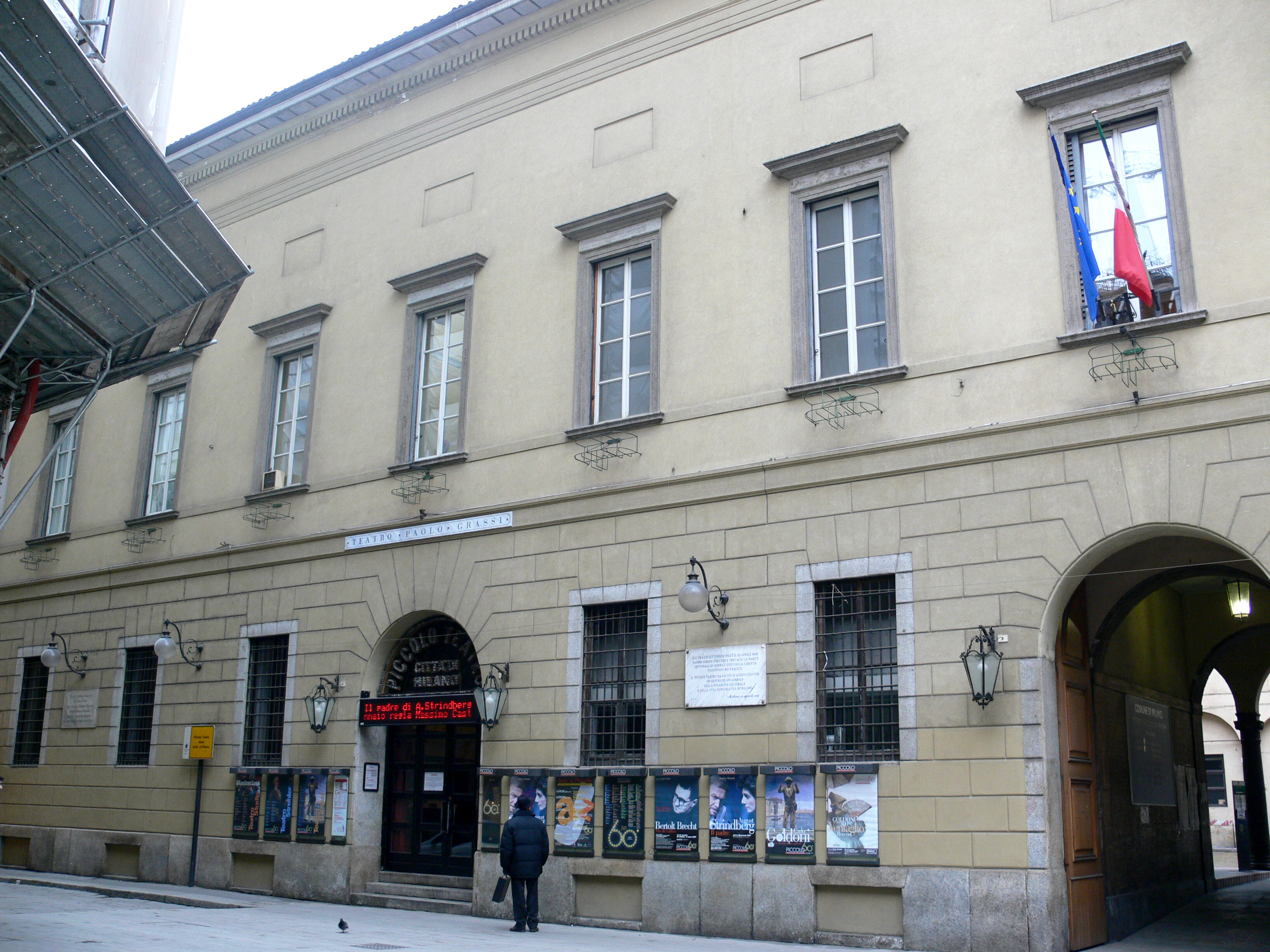
Le Piccolo Teatro di Milano

Les précurseurs du teatro stabile sont Giorgio Strehler et Paolo Grassi. Ce dernier explique en ces termes les bases sur lesquelles se fonde leur idée :
« Des raisons culturelles mais surtout des raisons économiques éloignent le peuple du théâtre, alors que le théâtre par essence est parmi tous les arts le plus adapté à parler directement au cœur et à la sensibilité de la collectivité, alors que le théâtre est le meilleur instrument pour l'élévation spirituelle et pour l'éducation culturelle qui soit à disposition de la société. Nous voudrions que les autorités et les conseils municipaux, les partis et les artistes, se forment à cette précise conscience du théâtre en le considérant comme une nécessité collective, comme un besoin des citoyens, comme un "service public", au même titre que le métro ou les sapeurs-pompiers, et que pour ce très précieux "service public" né pour la collectivité, la collectivité prennent des mesures aptes à extraire le théâtre de son actuelle détresse économique et du présent monopole d'un public réduit, en lui rendant son ancienne et véritable essence et ses fonctions ».
(Paolo Grassi, Sipario, mai 1946)
Ces idées les ont menés, un an après, à fonder le Piccolo de Milan, le premier teatro stabile d'Italie.
« Pas du théâtre expérimental, ni même du théâtre d'exception, réduit à un cercle d'initié. Mais théâtre d'art, théâtre pour tous »

## En Italie
En Italie beaucoup de communes sont propriétaires de théâtres, souvent loués par des gestionnaires privés. Quasiment tous les chefs-lieux de province possèdent des théâtres de propriété de la commune. La présence d'un teatro stabile demande souvent que la commune reprenne l'administration de la salle, avec le but d'instaurer une gestion moins liée aux facteurs économiques et plus orientée vers l'idée d'un théâtre en tant que fonction sociale.
Dans un théâtre géré selon cet idéal, les types d'abonnements sont plus simples et plus économiques, afin de s'adapter aux populations les moins favorisées qui ont ainsi la possibilité d'assister à des représentations d'un haut niveau artistique et culturel.
Ces propositions ont élargi le public des représentations théâtrales qui n'est ainsi plus limité au monde bourgeois comme c'était le cas à la fin du dix-huitième et au début du dix-neuvième siècle mais s'étend aux jeunes, aux étudiants et aux classes moyennes qui se sont mêlés aux fréquentâtes réguliers des teatri stabili et s'y sont abonnés.

## La Diffusion
Soixante ans après la création du premier teatro stabile, le Piccolo de Milan, totalement public, il y a aujourd'hui dix-sept structures actives sur le territoire italien. Durant la première décennie, entre 1947 et 1955, les trois principaux pôles industriels d'Italie, Milan, Gène et Turin, ont fondé leur propre teatro stabile.

## Structure
Le teatro stabile s'organise autour de deux consuls : un directeur artistique et un directeur de l'organisation : à Milano, Paolo Grassi et Giorgio Strehler ; à Gènes, Chiesa et Squarzina ; à Turin, Nuccio Messina et Gianfranco De Bosio.

### Teatro stabile privé
Les teatri stabili privés ou publics-privés, issus de l'initiative d'un particulier, se caractérisent par un projet artistique qui intègre la production, la formation, la promotion, l'hospitalité et l'exercice.

### Teatro stabile d'innovation
Les teatri stabili d'innovation sont des teatri stabili qui ont des buts culturels définis et qui réalisent, continuellement, des activités de production et promotion dans le champ de l'expérimentation, de la recherche ainsi que du théâtre pour l'enfance et la jeunesse. Cette activité se caractérise par : 
- le but public du projet artistique et culturel
- l'attention particulière apportée à l'innovation et à l'actualisation du langage théâtral et aux nouvelles formes de dramaturgie
- le développement de la méthode de recherche notamment en collaboration avec les universités
- le rapport avec le territoire, notamment envers les zones qui présentent un manque en termes de présence théâtrale.